# Malubiting
Der Malubiting ist ein 7458 m hoher Berg im Karakorum. 
Er liegt im Zentrum der Rakaposhi-Haramosh-Berge, etwa 40 km östlich des Rakaposhi, des höchsten (und westlichsten) Berges dieses Gebirgszugs. Keine 10 Kilometer nördlich liegt der Spantik, zwischen diesen beiden Bergen entspringt der Chogolungma-Gletscher, der nach Osten fließt und die östlichen Rakaposhi-Haramosh-Berge von den Spantik-Sosbun-Bergen, einer weiteren Kette des Kleinen Karakorums, trennt.

## Gipfel des Malubiting
Bei Ansicht von Osten vom Chogolungma-Gletscher blickt man auf den prominent wirkenden Mittelgipfel (Malubiting Central). Von Norden gesehen weist er jedoch keine große Schartendifferenz zum Hauptgipfel auf, der wegen seiner Lage im Massiv als Malubiting West bezeichnet wird. Der Malubiting Central wird flankiert von zwei Nebengipfel, dem 6970 m hohen Malubiting Südost (Schartenhöhe: 254 m) und dem 6834 m hohen Malubiting Nordost (Schartenhöhe: 193 m), der auch als Malubiting Nord bekannt ist. Westlich des Hauptgipfels liegt der 6785 m hohe Juto Sar, mit einer Schartenhöhe von 265 Metern ist er ebenfalls ein Nebengipfel des Malubiting. Weiter nach Westen folgen die Gipfel des 6824 m hohen Miar Chhish, der mit einer Schartenhöhe von 724 Metern als eigenständiger Berg gilt.

## Besteigungsgeschichte
Eine von der Army Mountaineering Association gesponserte Expedition mit britischen und pakistanischen Offizieren erkundete 1959 das Gebiet des Chogolungma-Gletschers. Dem Pakistaner Jawed Akhter und dem Briten A. J. Imrie gelang am 2. August die Erstbesteigung des Malubiting Südostgipfels.
Die Polen Richard Szafirski (Expeditionsleiter), Andrej Heinrich, Roman Petrycki und Andrzej Kus versuchten 1969, vom Chogolungma-Gletscher aus den Malubiting von Norden zu erreichen. Der wesentlich kürzere Anmarsch vom Hunzatal aus über den Barpugletscher war nicht gestattet, weil die pakistanische Regierung das Hunzatal für Expeditionen gesperrt hatte. Die Bergsteiger erstiegen den Pass zwischen Spantik im Norden und Malubiting Nord im Süden (und zwischen Chogolungma- im Osten und Barpugletscher im Westen), den sie Polan La („Polnischer Pass“) tauften. Als Abstecher bestiegen sie am 8. Oktober den Malubiting Nordostgipfel. Zwei Tage später gelangten sie auf das Plateau zwischen Mittel- und Hauptgipfel auf etwa 7100 Meter, ehe sie aufgrund dichten Schneetreibens und großer Lawinengefahr ihren Besteigungsversuch abbrechen mussten.
Die Erstbesteigung des Malubiting West gelang schließlich der von Horst Schindlbacher geleiteten österreichischen „Dr. Arndt Schussler Gedächtnis-Expedition“ 1971. Die Grazer Schindlbacher, Kurt Pirker, Hilmar Sturm und Hanns Schell erreichten den Gipfel bei klarem Wetter am 23. August; ein Versuch einige Tage zuvor musste jedoch im Sturm abgebrochen werden. Die Steirer vollendeten die Route, die die Polen 1969 versucht hatten.